# Salesianerinnen vom Heiligsten Herzen
Die Salesianerinnen vom Heiligsten Herzen (italienisch: Suore Salesiane Sacri Cuori, amtliche Abkürzung: S.SS.CC) sind eine katholische Ordensgemeinschaft, die 1885 von Filippo Smaldone gegründet wurde. Ihre Hauptaufgabe ist die Erziehung und Seelsorge für Gehörlose.

## Entstehung
Am 25. März 1885 gründete der selige Filippo Smaldone zusammen mit Lorenzo Apicelia und einer Gruppe von Frauen eine Einrichtung zur Erziehung gehörloser Kinder in Lecce, Italien. Dies gilt als Geburtsstunde der Gründung der Salesianerinnen vom Heiligsten Herzen.

## Spiritualität
Die Spiritualität der Salesianerinnen vom Heiligsten Herzens, nach der sie ihre Arbeit ausrichten, wird im Ordensnamen deutlich. „Salesianerinnen“ verweist auf den heiligen Franz von Sales. Dessen christlicher Humanismus, seine sanftmütige und menschenfreundliche Art der Seelsorge und Pädagogik soll die Grundlage vom Leben und Arbeit der Salesianerinnen sein. Zudem stellt sich die Ordensgemeinschaft unter den Schutz des heiligen Franz von Sales, weil dieser als Patron der Gehörlosen verehrt wird. Franz von Sales hat als Bischof von Genf einem gehörlosen Jugendlichen namens Martin mit Hilfe von Zeichen und Gebärden Religionsunterricht erteilt und ihm damit die Möglichkeit geschenkt, die Sakramente der Eucharistie, der Buße und der Firmung zu empfangen. Dies war umso erstaunlicher, da man im 16. und 17. Jahrhundert immer noch davon überzeugt war, dass Gehörlose auch geistig behindert seien und es daher Zeitverschwendung wäre, diesen irgendeine Erziehung oder Bildung zukommen zu lassen. Durch ihre ursprünglichen Bezug zur salesianischen Spiritualität zählen die Schwestern zu den Ordensgemeinschaften der Salesianischen Familie.
Der zweite Teil des Namens bezieht sich auf die „Heiligen Herzen“ Jesu und Marias. Die Herz-Jesu- und Herz-Marien-Verehrung soll unter den Schwestern geübt werden, da in diesen Heiligsten Herzen die Liebe, Güte und Menschenfreundlichkeit Gottes zu allen, vor allem zu den behinderten Menschen, am besten zum Ausdruck kommt.

## Apostolate und Verbreitung
Die Hauptaufgabe der Salesianerinnen ist die Betreuung von Gehörlosen. Sie wirken hauptsächlich in Italien und betreiben dort Schulen, Einrichtungen und Heime für Gehörlose. Seit 1972 wirken sie auch in Brasilien, seit 1987 in Ruanda, seit 1999 in Paraguay und seit 2002 in Moldawien.